# Kirchdorf an der Krems
Kirchdorf an der Krems este un oraș cu o populație de 4.070  locuitori, situat pe valea lui Krems, el este centrul administrativ al districtului „Kirchdorf an der Krems” din regiunea Traunviertel, Austria Superioară.

## Personalități marcante
- Katrin Ritt, actriță